# Вертлуг

А — тазик, B — вертлуг, C — бедро, D — голень, E — лапка

Вертлу́г (лат. trochanter) — один из члеников ног насекомых, называемый также вертлужком или вертлужным кольцом. Название происходит от др.-греч. τροχαλοί, что переводится как «колесо». Вертлуг — это, обычно, самый маленький членик ноги, помещающийся между тазиком (лат. coxa) и бедром (лат. femur). Вертлуг подвижно соединён с тазиком и почти неподвижно с бедром. У многих представителей перепончатокрылых и стрекоз вертлуг бывает двойным. Внутри вертлуга располагается ретрактор бедра, а в бедре мышца отводящая и приводящая голень. У перепончатокрылых второй членик вертлуга на самом деле является структурой отшнуровавшейся от бедра и присоединившейся к вертлугу. На это указывает, что приводящая мышца голени у них начинается внутри второго сермента вертлуга. У стрекоз внутри второго членика вертлуга находится только ретрактор бедра, а следовательно второй членик отшнуровался от истинного вертлуга. У некоторых насекомых, например, у жужелиц, вертлуг бывает снабжен более или менее длинным отростком.